# Jurij Kara
Jurij Kara (Donec'k, 12 novembre 1954 – Jalta, 16 luglio 2025) è stato un regista russo.

## Filmografia parziale

### Regista
- Zavtra byla vojna (1987)
- Vory v zakone (1988)